# Саакян, Геворг
Геворг Саакян (арм. Գեւորգ Սահակյան, 15 января 1990) — армянский борец греко-римского стиля выступающий за Польшу, призёр чемпионата мира и Европы. Призёр европейских чемпионатов среди юниоров.

## Биография
На чемпионате Европы 2018 года в Каспийске занял итоговое 5-е место.
В сентябре 2018 года одержал победу на Гран-при Германии в Дортмунде. 
В 2018 году на чемпионате мира в Будапеште в весовой категории до 67 кг завоевал бронзовую медаль.
В апреле 2019 года в Бухаресте на чемпионате Европы в категории до 67 кг, Геворг завоевал серебряную медаль в финальном поединке уступив турецкому борцу Атакану Юкселю.
В апреле 2024 года на Европейском квалификационном турнире в Баку ему удалось дойти до полуфинала в весовой категории до 67 кг, где он уступил борцу из Франции.